# Biosphärenreservat Bliesgau

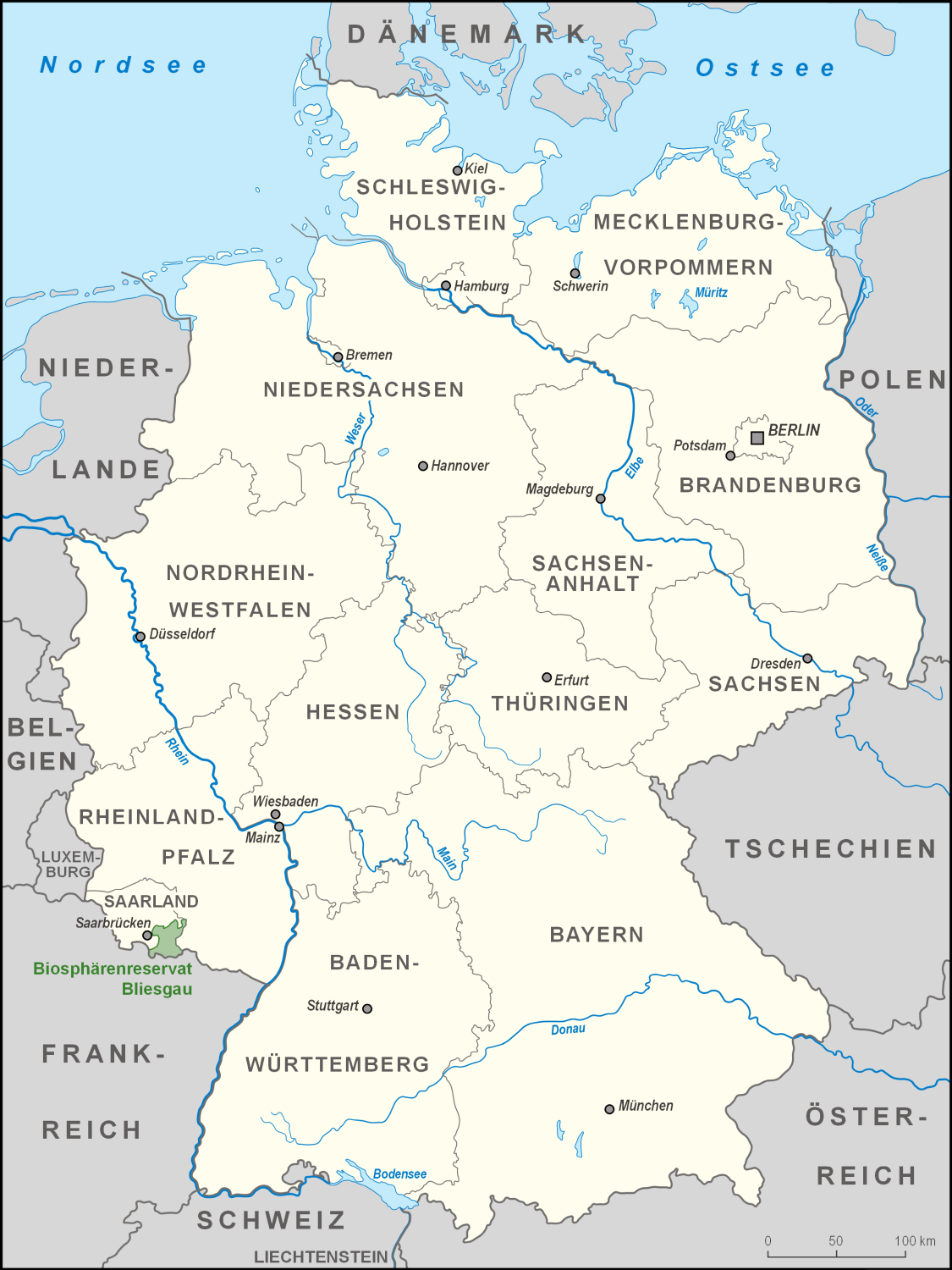
Lage des Biosphärenreservats Bliesgau

Logo des Biosphärenreservats

Das Biosphärenreservat Bliesgau ist ein Biosphärenreservat der UNESCO im Südosten des Saarlandes an der Grenze zur französischen Region Lothringen und Rheinland-Pfalz. Es umfasst eine Fläche von ca. 36.000 ha und wird vor allem von Wäldern, Streuobstwiesen und Auenlandschaften der Blies geprägt.
Des Weiteren ist die Vielfalt an Tier- und Pflanzenarten sowie das dichte Nebeneinander von städtischem und ländlichem Raum für die Region prägend.

## Geographie

### Lage

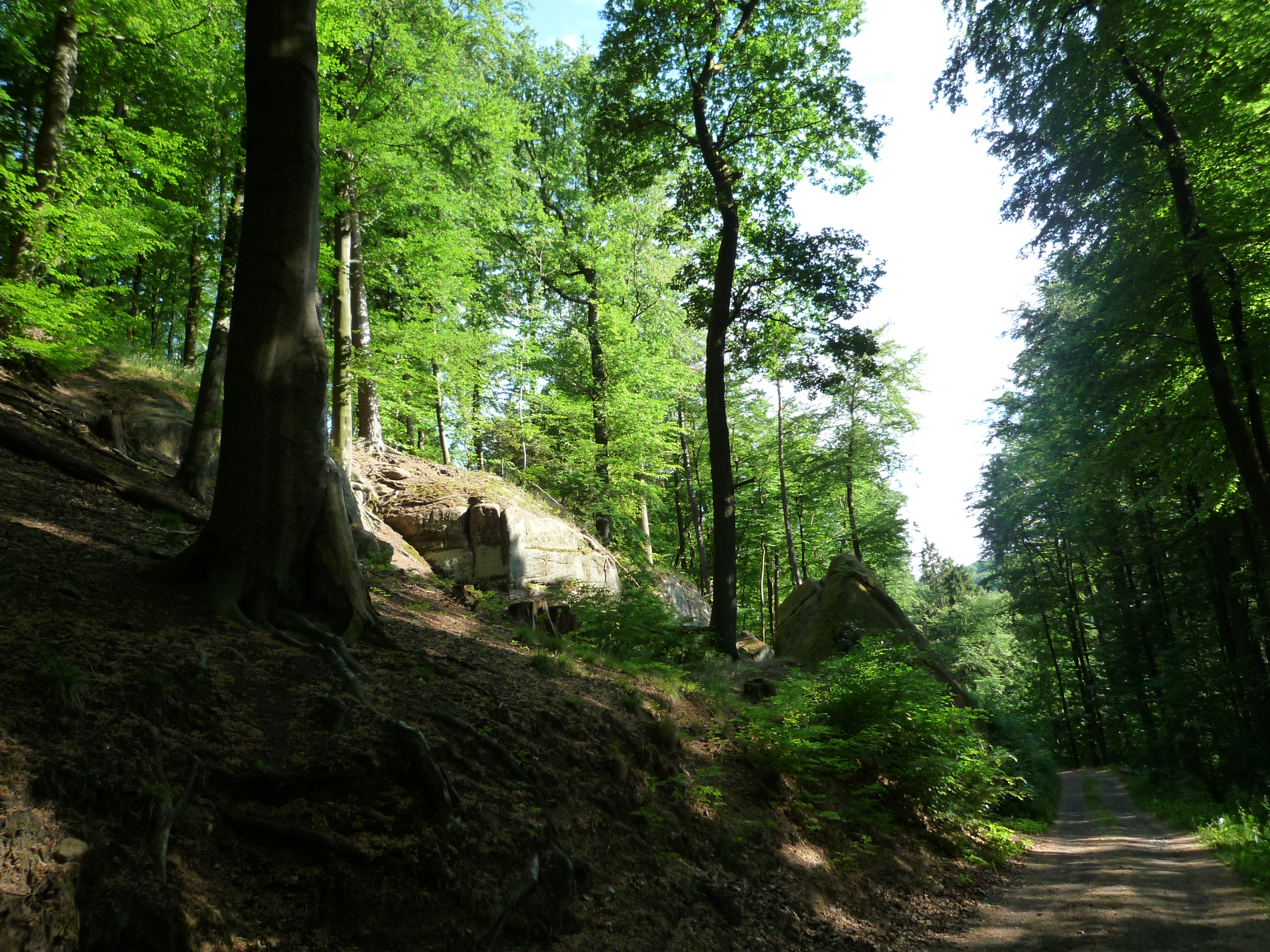
Lichtung bei Niederwürzbach im Sankt Ingbert-Kirkeler Waldgebiet; Rotbuchenwald auf Buntsandstein

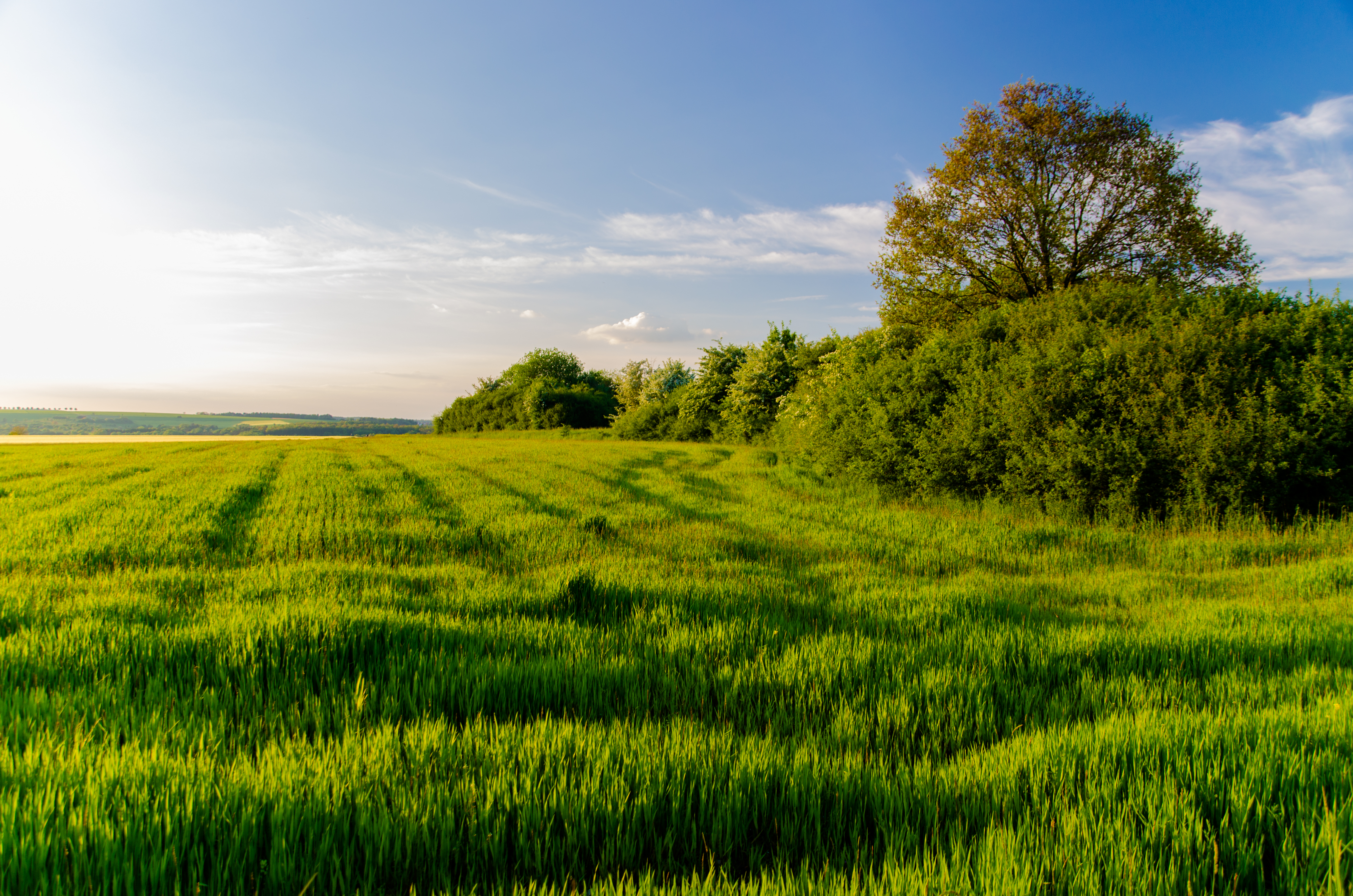
Landschaft In Breitfurt mit Blick Richtung Blickweiler

Das Biosphärenreservat Bliesgau liegt in der südöstlichen Ecke des Saarlandes und umfasst eine Fläche von 36.152 ha, was ca. 14 % der Fläche des Saarlandes entspricht. In unmittelbarer Umgebung des Gebietes liegen Saarbrücken im Westen, Homburg im Norden, Zweibrücken im Osten und Saargemünd im Süden. Die zum Biosphärenreservat gehörenden Flächen liegen zum größten Teil im Saarpfalz-Kreis und zu einem kleineren Teil im Regionalverband Saarbrücken. Die Städte Blieskastel und St. Ingbert sowie die Gemeinden Kirkel, Gersheim, Mandelbachtal und Kleinblittersdorf liegen vollständig innerhalb, die Stadt Homburg teilweise im Gebiet des Biosphärenreservates.
Das Gebiet des Biosphärenreservates umfasst den größten Teil der Landschaften des Bliesgaus (einem Teil des „Saar-Blies-Gau“) und Teile des Westrichs sowie die Naturräume des Sankt Ingbert-Kirkeler Waldgebietes und der St. Ingberter Senke. Die höchsten Erhebungen sind der südlich von St. Ingbert gelegene Betzentaler Berg (402 m), der ebenfalls südlich von St. Ingbert gelegene Hochscheid (401 m) und der Große Kahlenberg (401 m) zwischen Breitfurt und Böckweiler.
Im Südosten grenzt das Biosphärenreservat Bliesgau unmittelbar an das grenzüberschreitende Biosphärenreservat Pfälzer Wald/Nordvogesen.
Der Bliesgau mit seinem eher städtisch geprägten Norden und einer Bevölkerungsdichte, die über dem Bundesdurchschnitt liegt (311 Einwohner pro km²), ist im Vergleich zu den anderen deutschen Biosphärenreservaten für einen ländlichen Raum relativ stark verdichtet. Dies macht den Bliesgau als Biosphärenreservat weltweit einmalig.

### Flächennutzung
In den Gemeinden Homburg, Kirkel und St. Ingbert macht der Anteil der Siedlungs- und Verkehrsflächen jeweils über 20 % der Gemeindefläche aus, während er in den Gemeinden Blieskastel, Gersheim und Mandelbachtal jeweils bei rund 10 % liegt. Mit 18 % Siedlungs- und Verkehrsflächen liegt die Gemeinde Kleinblittersdorf dazwischen. In den Kommunen Blieskastel, Gersheim, Kleinblittersdorf und Mandelbachtal werden rund 2/3 der Gemeindefläche landwirtschaftlich genutzt, in Homburg, Kirkel und St. Ingbert liegt dieser Anteil lediglich bei etwa 15–30 %. Diese Kommunen im nördlichen Teil der Region sind deutlich stärker durch ihren hohen Waldanteil geprägt, der hier zwischen 43 % und 52 % liegt. Zurückzuführen sind diese Unterschiede in den Anteilen der Waldflächen zwischen den nördlichen und südlichen Gemeinden vor allem auf die naturräumlichen Gegebenheiten wie auch durch kulturlandschaftliche Hege- und Pflegemaßnahmen.

### Boden
Die überwiegenden Bodentypen sind Muschelkalkböden sowie Braunerden und Parabraunerden, die auf Buntsandstein entstanden sind. Ferner finden sich vom Grundwasser beeinflusste Gleyböden, z. B. in den Auen der Blies. In einigen Bereichen haben sich Moorböden gebildet.

### Klima
Bestimmend für das Klima im Bliesgau sind unterschiedliche Großwetterlagen. Herrscht bei westlichen Großwetterlagen eine milde und feuchte Witterung vor, so ist es bei östlichen Lagen trocken und im Sommer heiß, im Winter kalt. Aus dem Süden kommt eine warme bis heiße Witterung mit unterschiedlichen Niederschlägen und aus dem Norden kommt relativ kalte, manchmal trockene, manchmal feuchte Luft. Der Bliesgau gehört zu den klimatischen Gunsträumen Deutschlands. Die Jahresmitteltemperatur beträgt um 9,5 °C und wird damit nur vom Oberrheingraben und dem Freiburger Raum übertroffen. Das Temperaturmaximum liegt im Juli bei ca. 18 °C, das Minimum im Januar bei ca. 0,5 °C. Es gibt im Jahresgang der Niederschläge zwei Maxima, eines im Zeitraum Juni bis August und eines im Zeitraum November/Dezember. Die Niederschlagsmenge liegt zwischen 800 und 1000 mm, dabei sind die größten Niederschlagsmengen an westexponierten Hängen von größeren Erhebungen festzustellen. Die mittlere jährliche Zahl der Schneetage von mindestens 10 cm Höhe ist kleiner als fünf. Das Gebiet zählt damit zu den schneeärmsten Gegenden in Deutschland. Die vorherrschende Windrichtung ist Südwest.

## Zonierung

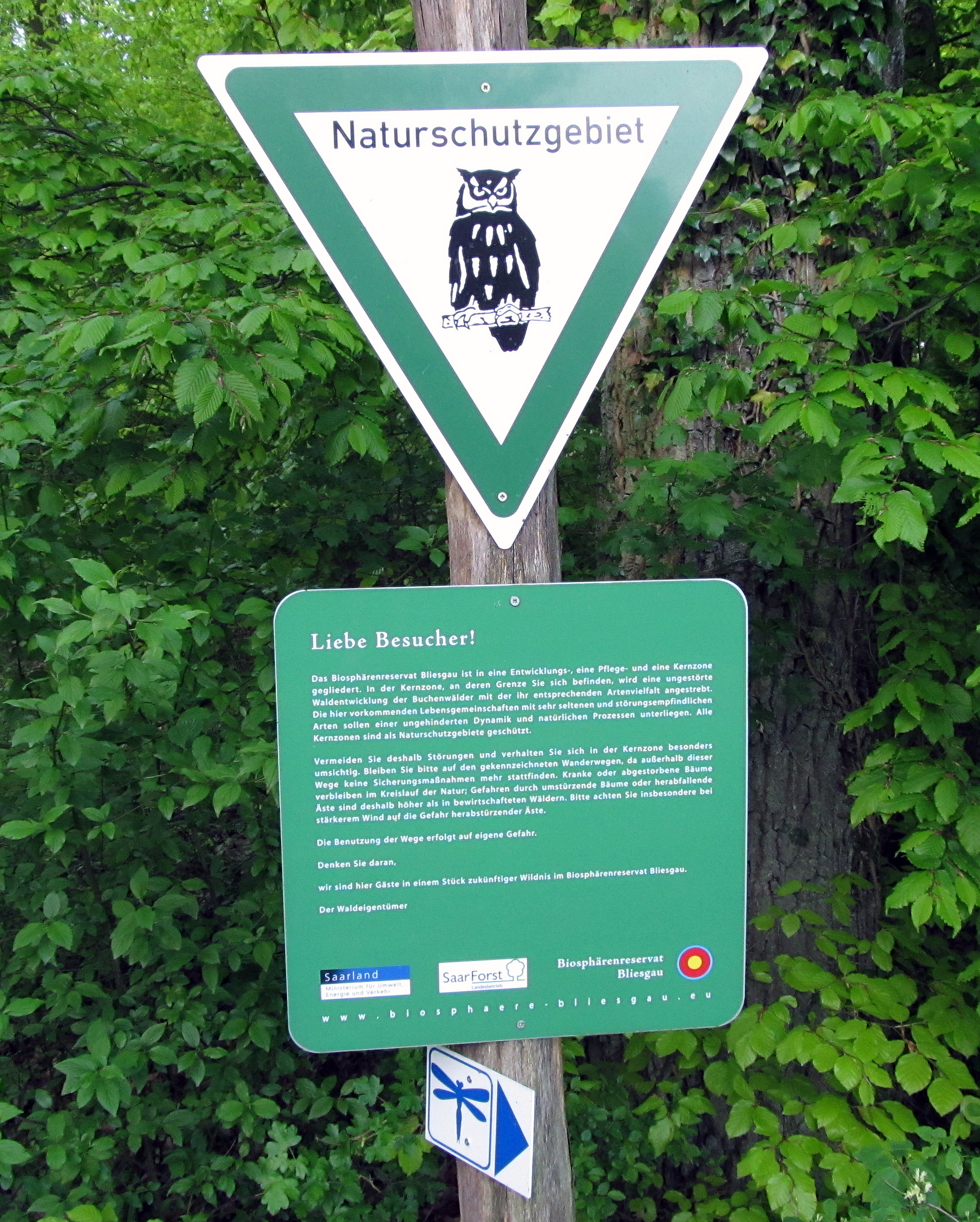
Hinweisschilder am Rand der Kernzone „Böckweiler Wald“

Das Biosphärenreservat gliedert sich, abgestuft nach dem Einfluss menschlicher Tätigkeit, in drei Zonen: In eine Kern-, eine Pflege- und eine Entwicklungszone. In den Gebieten der Kernzone wird eine ungestörte Waldentwicklung mit der ihr entsprechenden Artenvielfalt angestrebt, eine land- und forstwirtschaftliche Nutzung findet nicht mehr statt. In den Pflegezonen sollen Formen der bisherigen Landnutzung ausgeübt und entwickelt werden, die die wertgebenden und charakteristischen Merkmale der Landschaft erhalten und entwickeln. In den Entwicklungszonen schließlich soll auf der Grundlage einer aktiven Bürgerbeteiligung eine nachhaltige Regionalentwicklung betrieben werden. Kernzonen sind als Naturschutzgebiete und Pflegezonen überwiegend als Landschaftsschutzgebiete zu schützen.
Die Kernzone besteht aus 10 Teilflächen mit zusammen ca. 1.109 ha Fläche, das entspricht etwa 3,1 % der Gesamtfläche.
Zur Kernzone zählen folgende Gebiete:
- „Moorseiters“ (Blieskastel-Altheim, 32 ha), ein Laubwald mit über hundertjährigen Buchen-/Eichenbeständen am Übergang von Buntsandstein zum Muschelkalk.
- „Baumbusch“ (Gersheim, 150 ha), ein Laubwald auf Muschelkalk mit ehemaligen Steinbrüchen, inselartigen Mittelbeständen und hohem Höhlenbaumanteil.
- „Böckweiler Wald“ (Blieskastel-Breitfurt, 58 ha), Mittelalter Laubholzbestand auf Muschelkalk mit hohem Ahorn- und Eschenanteil.
- „Taubental/In den Drecklöchern“ (Kirkel/Blieskastel, 449 ha), ein Laubmischwald auf Buntsandstein mit Nadelholzanteilen / einzelne alte Baumgruppen auf den Höhenlagen.
- „Pfänderbachtal“ (Homburg, 45 ha), Bodensaure Buchenwälder, stellenweise mit alten Buchenbeständen im Biotopverbund mit eingekerbtem Bachtal.
- „Kalbenberg Süd“ (Rubenheim/Gersheim, 31 ha), ein Laubwald mit hohem Eschenanteil und inselartigen Mittelwaldbeständen, Mischform aus Nieder- und Hochwald.
- „Kleinblittersdorfer Wald“ (Kleinblittersdorf, 51 ha), Laubmischwald auf Muschelkalk mit über 120-jährigen Buchen, Traubeneichen, Mischung mit Edellaubbäumen.
- „Lindenfels“ (Blieskastel-Alschbach, 113 ha), Laubwald auf Buntsandstein am Übergang zum Muschelkalk mit hohen Nadelholzanteilen und halboffenen Flächen.
- „Ehemaliges Kalkbergwerk“ (Gersheim/Mandelbachtal, 76 ha), ein Laubmischwald auf Muschelkalk mit hohen Totholzanteilen in Hanglage.
- „Oberwürzbach-Hirschental“ (St. Ingbert-Oberwürzbach, 98 ha), Mittelalter Laubmischwald auf Buntsandstein mit einzelnen alten Baumgruppen in Hanglage.

Die Pflegezone hat eine Größe von etwa 7.033 ha, was ca. 19 % der Gesamtfläche entspricht. In der Pflegezone ist das Ziel der Schutz der Kulturlandschaften, Landschaften also, die durch menschliche Nutzung entstanden sind und deren Fortbestand durch eine entsprechende menschliche Nutzung oder Pflege gewährleistet werden soll. Vor dem Hintergrund der veränderten gesellschaftlichen und insbesondere agrarpolitischen Rahmenbedingungen wird der Erhalt der Arten- und Habitatvielfalt auf Basis des jeweiligen Schutzgebietsstatus und die Beibehaltung und Entwicklung modellhafter nachhaltiger Formen der Landnutzung angestrebt. Die aus naturschutzfachlicher Sicht sehr wertvollen Flächen, wie z. B. die Kalkhalbtrockenrasen, die Orchideenwiesen, artenreiche Streuobstwiesen, aber auch Flachlandmähwiesen und Auwiesen werden in der Pflegezone zusammengefasst. Als Naturschutzgebiete sind etwa 30 % der Pflegezone ausgewiesen, weitere 15 % als FFH-Gebiet. Ca. 48 % – überwiegend Waldflächen, für die eine naturgemäße Waldbewirtschaftung gemäß Landeswaldgesetz durchzuführen ist – sind als Landschaftsschutzgebiet ausgewiesen. Die bisherige Nutzung bleibt in der Pflegezone zulässig, was eine Dynamik im Sinne von Nutzungsvielfalt und Nutzungsgradienten einschließt. Durch die Pflege- und Entwicklungspläne der Naturschutz- und der FFH-Gebiete werden Einzelregelungen festgelegt. In der Pflegezone bleibt die naturgemäße Waldwirtschaft nach den Richtlinien des Landeswaldgesetzes erlaubt, da die bewirtschafteten Flächen – sofern sie im Staatseigentum oder im Besitz der Gemeinden St. Ingbert, Kleinblittersdorf, Blieskastel oder Homburg sind – Forest Stewardship Council (FSC) bzw. Programme for the Endorsement of Forest Certification Schemes (PEFC) zertifiziert sind.

## Flora und Vegetation

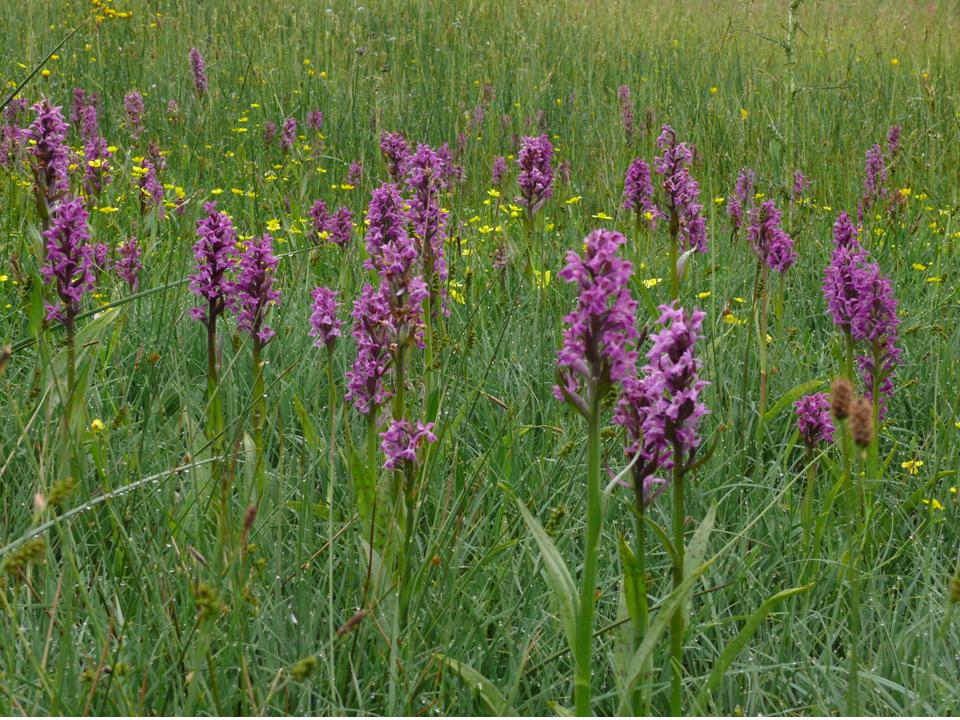
Orchideenwiese bei Gersheim

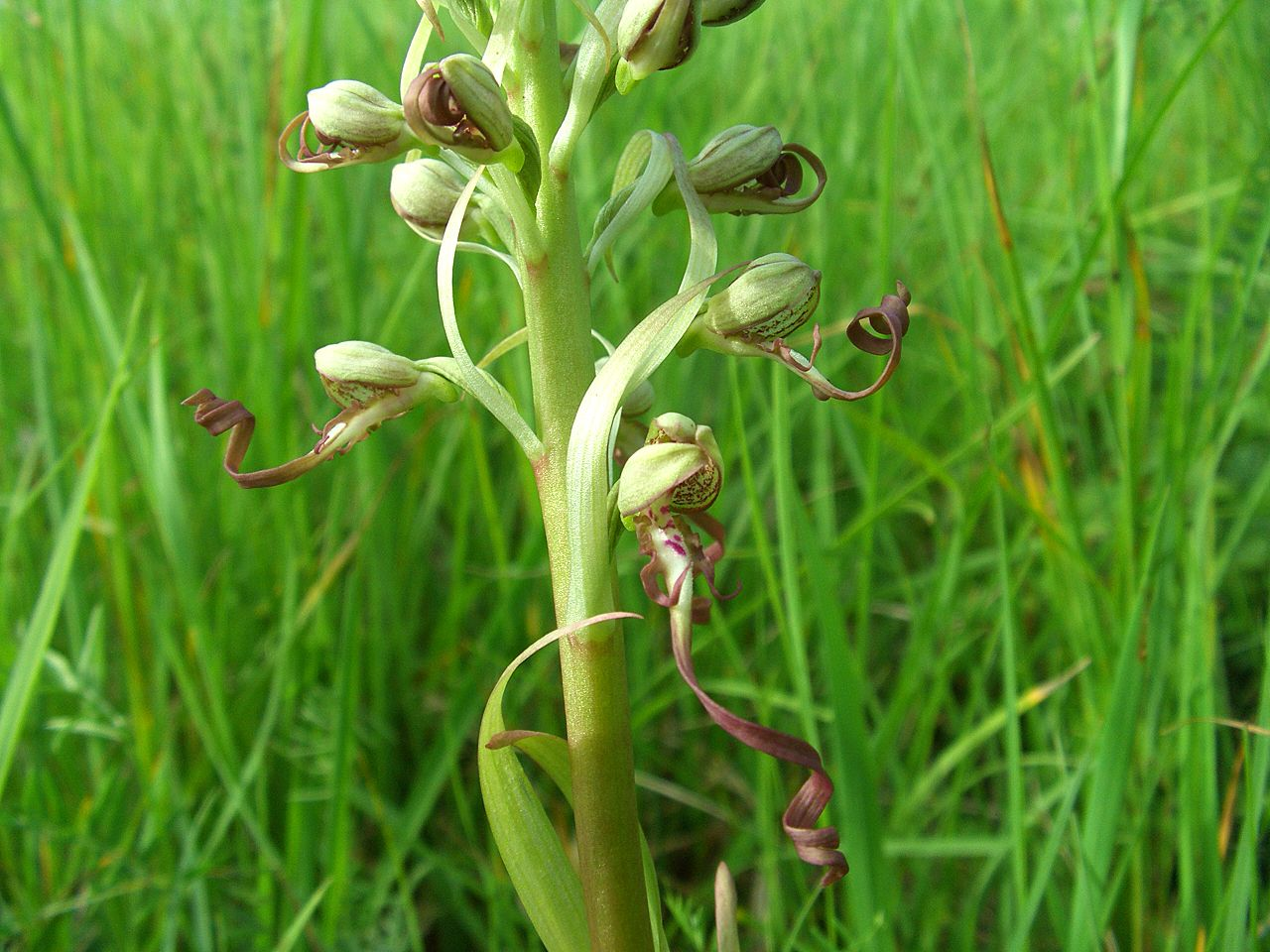
Warme Kalktrockenrasen sind der bevorzugte Standort der Bocks-Riemenzunge (Himantoglossum hircinum)

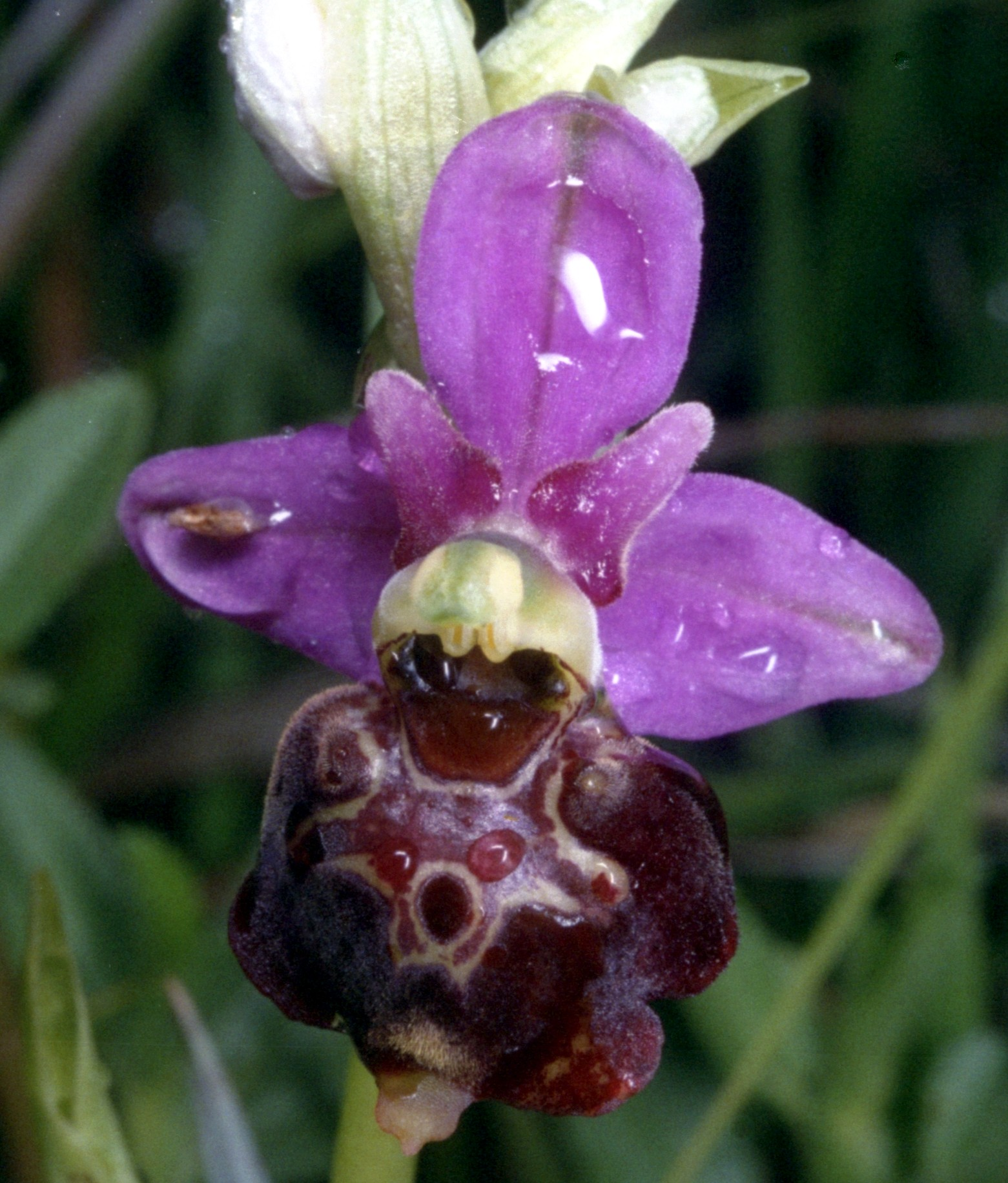
Hummel-Ragwurz (Ophrys holoserica)

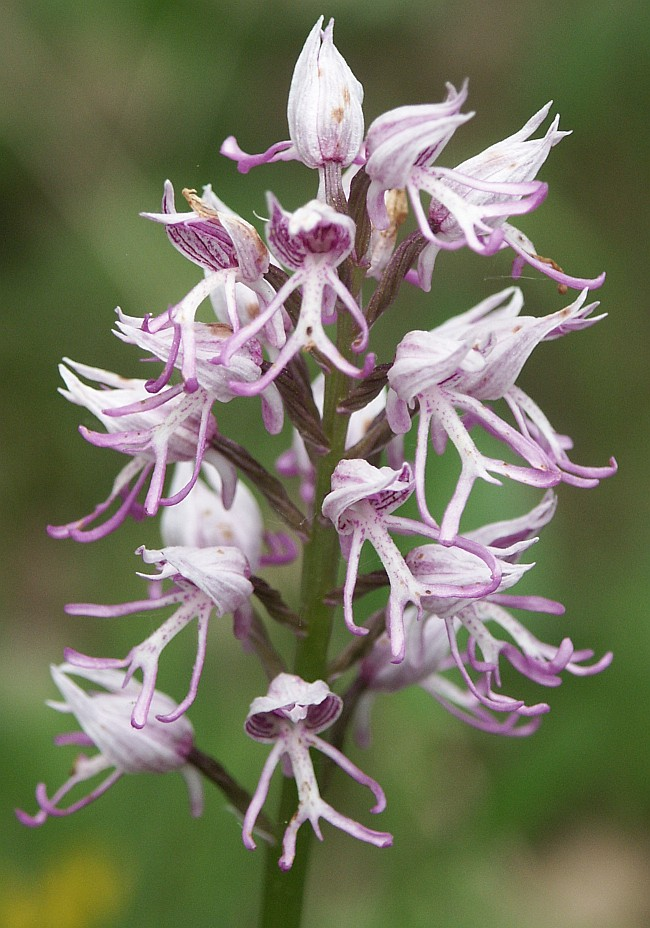
Affen-Knabenkraut (Orchis simia)

In den nördlichen, urbanen Bereichen des Biosphärenreservats dominieren neben den Siedlungsbiotopen die kollinen, mesophilen Buchenwälder im oberen Buntsandstein mit versumpften Sohlentälern. Die südlichen, ländlichen Bereiche der Biosphäre beinhalten als prägende Elemente Halbtrockenrasen, ausgedehnte magere Flachlandmähwiesen (im Wesentlichen Salbei-Glatthaferwiesen), Streuobstkomplexe, Orchideen- und Waldmeister-Buchenwälder auf Muschelkalk. 25 der 50 in Deutschland heimischen Orchideenarten sind hier zu finden.
Mindestens acht bundesweit stark gefährdete Orchideenarten, die in Südwestdeutschland vielfach ihre Verbreitungsgrenze erreichen, kommen in den Halbtrockenrasen des Biosphärenreservats in mehreren, meist individuenreichen Populationen vor. Besonders bedeutend sind die Vorkommen von:
- Ohnsporn (Aceras anthropophorum)
- Pyramiden-Orchis (Anacamptis pyramidalis)
- Bocks-Riemenzunge (Himantoglossum hircinum)
- Hummel-Ragwurz (Ophrys holoserica)
- Affen-Knabenkraut (Orchis simia)

Unter den vergleichbaren Muschelkalklandschaften Deutschlands besitzt der Bliesgau eine beachtliche Eigenständigkeit. Bedingt wird dies zum einen durch die westlich geographische Lage mit Anschluss an die lothringischen Kalkgebiete, zum anderen durch den hohen Anteil an mergelhaltigen Horizonten im anstehenden Gestein.
So überwiegen beispielsweise im Naturraum „Saar-Blies-Gau“ schwere, zu Staunässe neigende Böden. Hieraus resultiert ein Hang zur Wechselfeuchte, der sich in vielen Vegetationstypen bemerkbar macht.
Eigenständigkeit gewinnt die Region unter den Muschelkalkgebieten aber auch durch die enge Verzahnung der Halbtrockenrasen mit Gesellschaften der Pfeifengraswiesen. Gerade hier nehmen die Übergänge einen weiten Raum ein und Blaugrüne Segge (Carex flacca) sowie Purgier-Lein (Linum catharticum) sind in fast jedem Halbtrockenrasen zu finden. Auch die Kalk-Kreuzblume (Polygala calcarea), die als subatlantisch-südwestsubmediterrane Art gilt und östlich von Zweibrücken die Ostgrenze ihres geschlossenen Verbreitungsbildes erreicht, ist hier weit verbreitet. In Deutschland findet man die Pflanze sonst nur noch in Baden-Württemberg und Rheinland-Pfalz.
Doch nicht nur die Kalk-Kreuzblume ist erwähnenswert. Weitere submediterrane Arten sind für das Gebiet des Biosphärenreservats charakteristisch, z. B. die Vielzahl der Kleearten (z. B. Hippocrepis comosa, Anthyllis vulnararia), Lein (Linum catharticum), Berggamander (Teucrium montanum), Sonnenröschen (Helianthemum nummularium) u. a. Aber auch Arten des mediterranen Florenelementes können beobachtet werden, z. B. Küchenschelle (Pulsatilla vulgaris), die im Bliesgau einige dichte Bestände ausbildet, Zarter Lein (Linum tenuifolium), Echter Gamander (Teucrium chamaedrys).
Bei Ormesheim kann der zweiblättrige Blaustern (Scilla bifolia) in großen Mengen gefunden werden.
Die für den Bliesgau typischen Kalk-Halbtrockenrasen oder Trespen-Halbtrockenrasen sind Vegetationstypen, die überwiegend vom Menschen bedingt sind. Sie sind durch Beweidung oder einschürige Mahd anstelle anspruchsloser Waldgesellschaften entstanden. Je nach Nutzung lassen sich zwei Typen von Trespen-Halbtrockenrasen unterscheiden, da die Mahd grundsätzlich eine andere Auslese als die extensive Beweidung mit Schafen oder Ziegen trifft: die Bromus erectus- und Orchideenreichen Magerwiesen (Gemähte Halbtrockenrasen) sowie die Festuca- und Brachypodium pinnatum-reichen Magerweiden (Beweidete Halbtrockenrasen).
Die Kalk-Halbtrockenrasen der Region sind unterschiedlich alt. Diejenigen im Bliesgau sind relativ spät entstanden. Gerhard Hard, der sich mit der Entstehungsgeschichte der Kalk-Halbtrockenrasen im Bliesgau intensiv befasst hat, ermittelte eine Entstehungszeit nach 1820/1830. Seinen Nachforschungen zufolge, lassen sowohl die napoleonischen Pläne (1800–1805), die Tranchot-Karte (1818) als auch die ältesten Kataster erkennen, dass dem südlichen Bliesgau Halbtrockenrasen zu dieser Zeit noch vollkommen fehlen. Vielmehr war das ganze Land, auch die heutigen Kalk-Halbtrockenrasenflächen, bewirtschaftet. Somit erweisen sich die Halbtrockenrasen als recht jung. Sie sind aus Dauerackerland hervorgegangen, das rasch vergraste und „driesch“ (brach) fiel. (Im Volksmund werden die Halbtrockenrasen auch heute noch als „Driescher“ bezeichnet). Erst im letzten Drittel, vor allem aber gegen Ende des 19. Jahrhunderts, entstanden dann die einmähdigen oder auch nur als Schafweide genutzten Trespenrasen auf den jeweils entferntesten, schwersten und steinigsten Böden der Gemarkung.
Die Entstehung der Kalk-Halbtrockenrasen im Bickenalbtal des Zweibrücker Westrich z. B. lässt sich nach Hard weiter rückdatieren. So sind um 1800 bereits größere Teile des Ackerlandes aufgegeben, so dass sich unter diesen Ödungen bereits der größte Teil der heutigen Kalk-Halbtrockenrasen befindet. Später, ab 1845, begannen die um 1800 noch ausgedehnteren Ödungen schließlich auf die heutige Form und Lage längs des Tales zu schrumpfen.

## Fauna

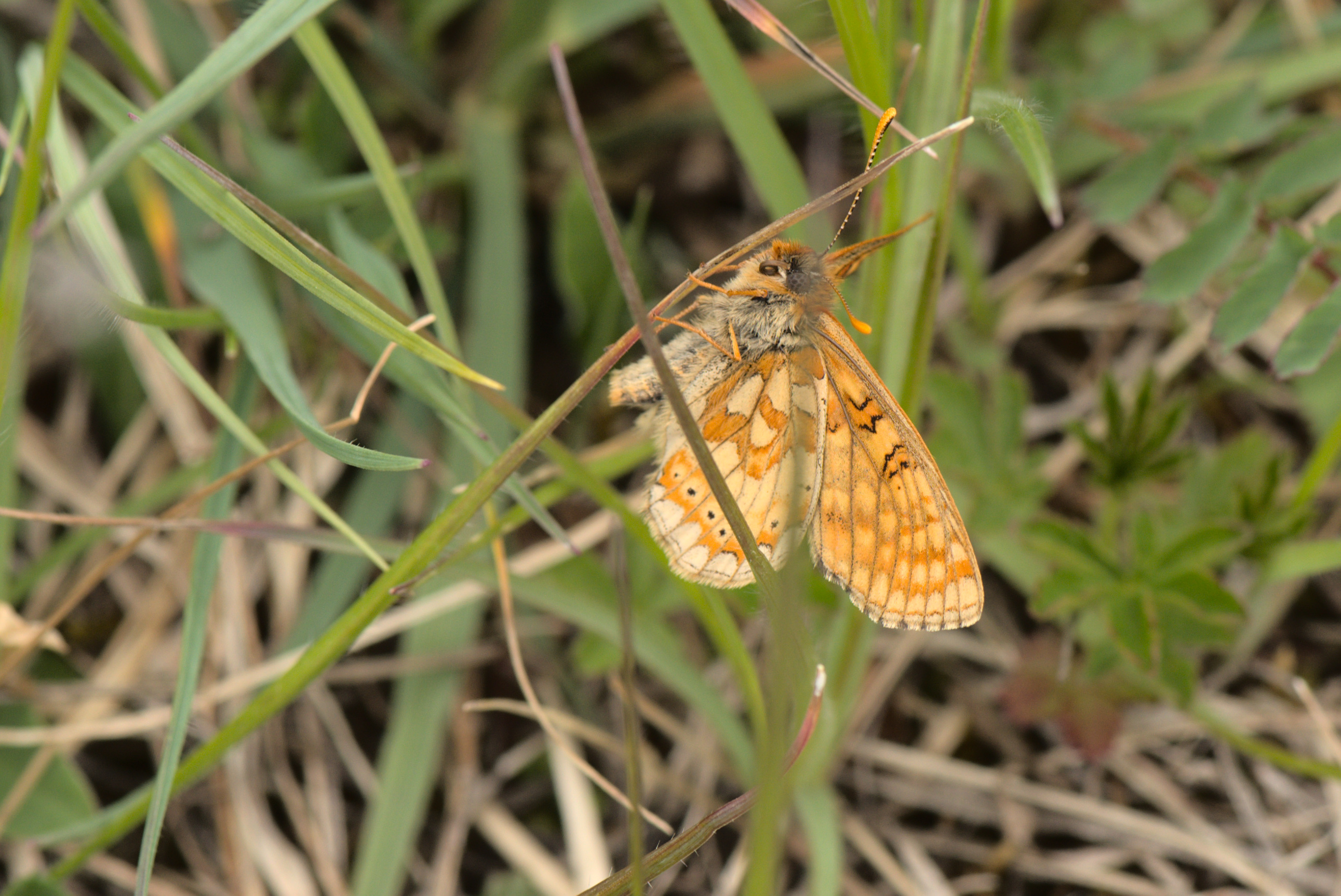
Ein Skabiosen-Scheckenfalter in der Badstube Mimbach

Das Biosphärenreservat Bliesgau ist auch für die Artenvielfalt in der Tierwelt von großer Bedeutung. Es sind dabei weniger die bundesweit vom Aussterben bedrohten, spektakulären Arten, die den Bliesgau beschreiben, als vielmehr die vielen regionaltypischen Vertreter, die hier z. T. am Rande ihres Verbreitungsgebietes leben und als Wärme liebende Arten den Bliesgau faunistisch hervorheben. Seit langem ist nachgewiesen, dass die Biotoptypen, derentwegen der Bliesgau floristisch so bedeutend ist (Kalk-Magerrasen mit den reichen Orchideenvorkommen), auch für die Fauna bedeutende Lebensraumtypen sind. Zu nennen ist hier die große Gruppe der Insekten (Heuschrecken, Schmetterlinge, Zikaden), Vögel z. B. Heidelerche (Lullula arborea), Rotkopfwürger (Lanius senator), Neuntöter (Lanius collurius) oder Reptilien, die – möchte man die bliesgautypische Kalk-Magerrasen-Fauna nennen – schwerpunktmäßig an die Kalk-Magerrasen angepasst sind.
Hervorzuheben bei den Säugetieren sind: der Biber (flächendeckende Ausbreitung nach erfolgreicher Wiederansiedlung an der Blies) und verschiedene Fledermausarten, die z. B. in den Schlossberghöhlen bei Homburg oder im alten Kalkbergwerk in Gersheim ihre Winterquartiere haben. Zu den über 40 Säugetierarten im Bliesgau gehören aber z. B. auch Wildkatze, Igel, Maulwurf, Fuchs, Dachs und Siebenschläfer.
Bemerkenswert unter den Vögeln sind neben den schon genannten lebensraumtypischen Arten vor allem der Rotmilan und der Weißstorch, außerdem der Steinkauz als Indikator der alten Kulturlandschaft, der für die Streuobstwiesen typisch ist. Unter den Reptilien und Amphibien sind als Besonderheiten die Gelbbauchunke, der Kammmolch, die Mauereidechse und die Schlingnatter zu nennen.
Als einzige Region im Saarland beherbergt der Bliesgau aktuell alle im Saarland nachgewiesenen FFH-Arten der Tagfalter (Dunkler Wiesenknopf-Ameisenbläuling, Quendel-Ameisenbläuling, Großer Feuerfalter, Skabiosen-Scheckenfalter).

## Geschichte

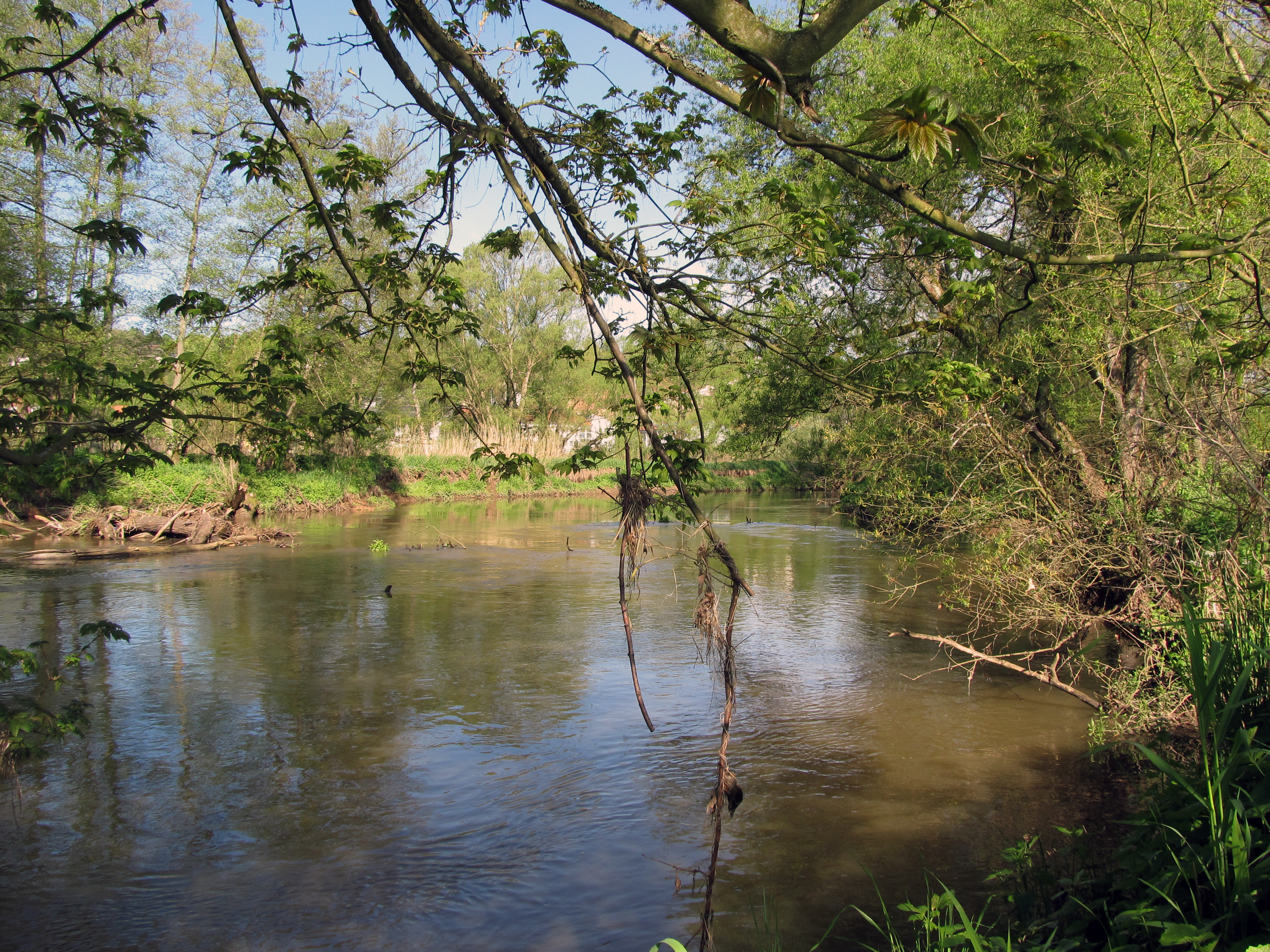
Die Blies bei Blieskastel

Ausgangspunkt für die Ausweisung von sogenannten Biosphärenregionen war das von der UNESCO 1970 gegründete Programm „Man and biosphere“ (MAB) – zu Deutsch: „Der Mensch und die Biosphäre“. Ziel war es, repräsentative Landschaften zu schützen und als Modellregionen nachhaltig zu entwickeln. Seit Anfang der 1990er Jahre gab es Überlegungen zur Ausweisung einer Biosphärenregion Bliesgau. Alle im Bliesgau liegenden Gemeinden setzten sich dafür ein. Für eine rasche Umsetzung wurde im Mai 2001 ein Förderverein Freunde der Biosphärenregion Bliesgau e. V. gegründet, dem 2006 der Zusammenschluss der Kommunen Blieskastel, Mandelbachtal, Gersheim, Kleinblittersdorf, Kirkel, Homburg und St. Ingbert zum Zweckverband Biosphärenreservat Bliesgau folgte. Diesem Zweckverband gehören außerdem der Saarpfalz-Kreis und das Saarland als Mitglieder an. Am 26. Mai 2009 wurde das Biosphärenreservat Bliesgau durch die UNESCO als deutsches Biosphärenreservat anerkannt.
Zweckverbandsvorsteher ist seit 2015 der Landrat des Saarpfalz-Kreises Theophil Gallo, dem der Kleinblittersdorfer Bürgermeister Stephan Strichertz, von 2006 bis 2008 Annelie Faber-Wegener (Blieskastel) und von 2008 bis 2011 Herbert Keßler (Mandelbachtal) als Zweckverbandsvorsteher vorangingen. Die Geschäftsführung des Biosphärenzweckverbandes wird seit 2016 durch Gerhard Mörsch und Holger Zeck gleichberechtigt ausgeübt.
In den Jahren 2018–2021 hat das Biosphärenreservat Bliesgau seinen ersten so genannten Evaluierungsprozess durchlaufen. Im September 2021 verlängerte daraufhin der Internationale Koordinierungsrat in seiner 33. Sitzung in Abuja (Nigeria) die Anerkennung des Biosphärenreservates Bliesgau um weitere zehn Jahre.

## Kulturraum

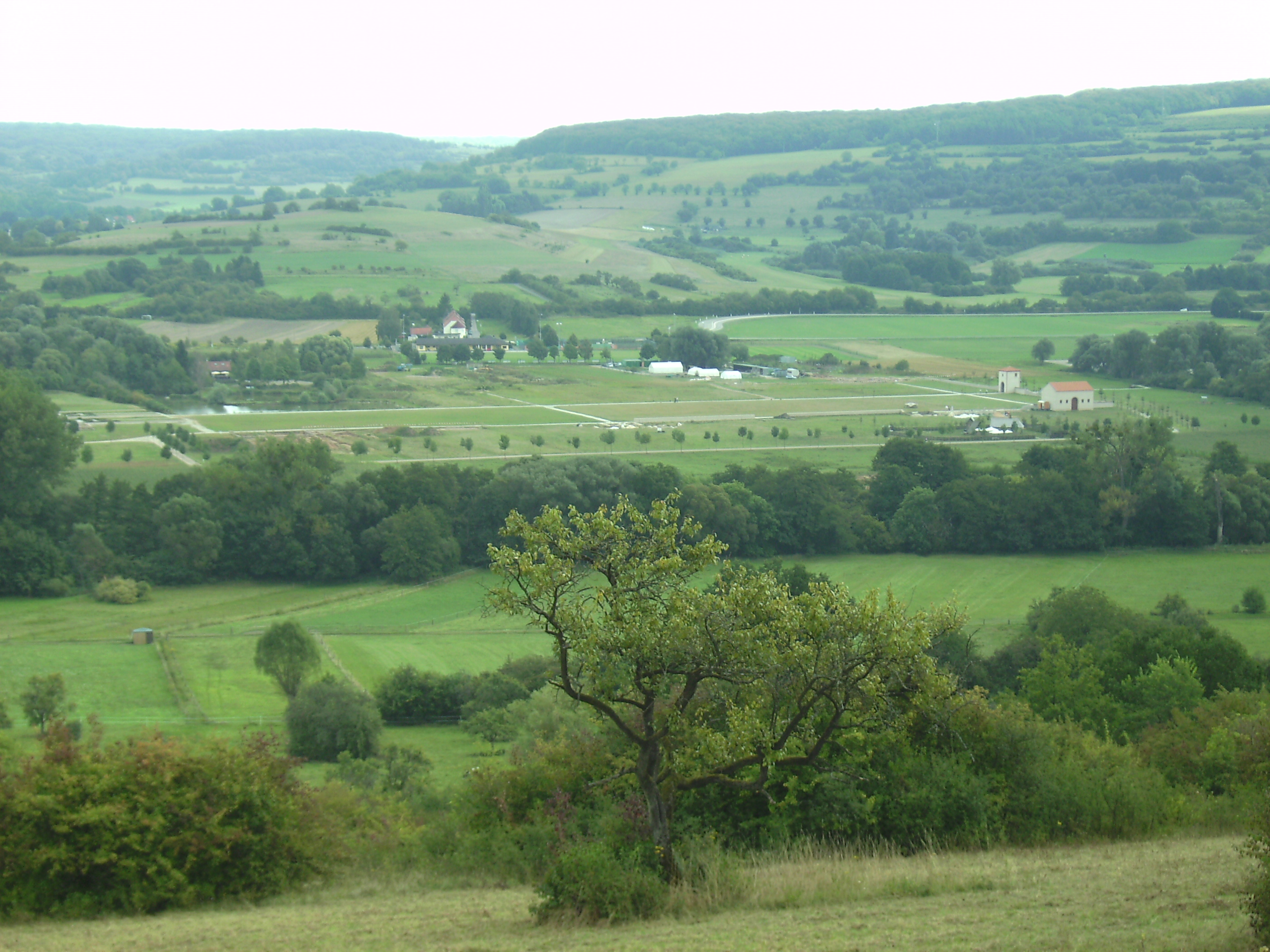
Grabungsfeld bei Bliesbruck-Reinheim

Bereits in römischer Zeit besaß der Bliesgau ein dichtes Villennetz – im Unterschied zum geologisch und geomorphologisch ähnlich aufgebauten Saargau. Die Hinterlassenschaften der römischen Besiedlung, die in der Zeit der germanischen Landnahme ausgelöscht wurden, sind u. a. im Römermuseum Schwarzenacker oder im europäischen Kulturpark Bliesbruck-Reinheim zu besichtigen. Villenfunde gab es auch bei Erfweiler-Ehlingen, bei Wittersheim oder bei Breitfurt. Die fränkische Besiedlung schließt nicht an die römische an. In dieser Zeit entstehen die -heim und -ingen-Orte des Bliesgaus.
Im Mittelalter verläuft eine differenzierte Siedlungsentwicklung in der Region. Hierzu tragen wesentlich die Kloster Wörschweiler und Hornbach bei, die große Höfe einrichten. Aus dem 15. Jahrhundert stammen Teile des Sulgerhof in Ormesheim.
In der frühen Neuzeit herrschte im südlichen Bliesgau, im mittleren und oberen Muschelkalk, die Dreifelderwirtschaft vor. Mit dem Bevölkerungsanstieg im 18. und 19. Jahrhundert verarmten große Teile der Landbevölkerung und Flächen mit geringerer Bodenfruchtbarkeit wurden der landwirtschaftlichen Nutzung zugeführt. Dabei wurden sogar die Hänge des Buntsandsteins gerodet. Infolge der Verarmung wanderten weite Teile der Bevölkerung aus.
Der Weinbau im Bliesgau, der eine Jahrhunderte alte Tradition hatte, wurde zu Beginn des 20. Jahrhunderts aufgegeben.
Obwohl der Bliesgau agrarisch gesehen ein konservatives Gebiet ist, findet sich eine Vielzahl von Flur- und Siedlungsformen: Gewannfluren verschiedenen Alters, Großblöcke in Gewannfluren, Gruppensiedlungen und Einzelgehöfte, geschlossene Dörfer und Straßendörfer sowie ein differiertes Ausmaß der Vergrünlandung. So ist im Laufe der Zeit eine Kulturlandschaft mit bestechender Vielfalt entstanden.